# Karangjambe (Wanadadi)
Karangjambe is een bestuurslaag in het regentschap Banjarnegara van de provincie Midden-Java, Indonesië. Karangjambe telt 1778 inwoners (volkstelling 2010).